# Apasa

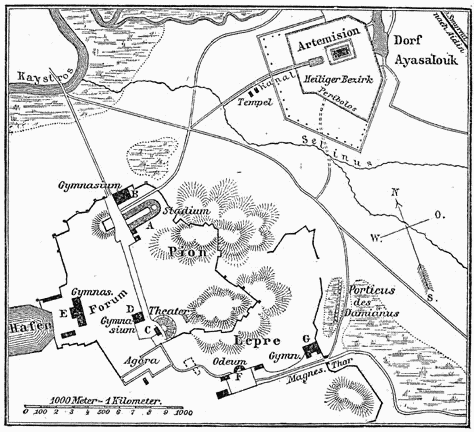
En la parte superior derecha de este plano se puede ver el emplazamento de Ayasuluk, donde es posible que estuviese Apasa.

Apasa fue una ciudad del oeste de Anatolia, la última capital del reino de Arzawa, en la época de Uhha-Ziti, un vasallo del Imperio hitita de Mursili II, derrotado por el monarca hitita tras una guerra difícil en el año 1322 a. C.
Ha sido comúnmente identificada con Éfeso, debido a una gran proximidad fonética entre los dos topónimos que podría explicarse por un nexo etimológico: Ἔφεσος (/'Ephesos/) sería la forma helenizada de Apasa. En la colina de Ayasuluk hay algunos vestigios —sobre todo una tumba— y material cerámico datados del siglo XIV a. C., que confirman la existencia de un asentamiento anterior a la ciudad griega arcaica. El hecho de que la inscripción de Karabel, redactada por un rey de Mira-Kuwaliya, uno de los reinos sucesores del de Arzawa en el siglo XIII a. C., se encuentre en el interior de Éfeso, indica que es probable que el reino de Arzawa se hubiera extendido hasta el Mar Egeo, y que, por lo tanto, hubiera incluido el territorio circundante de Éfeso. 